# Charlie Christian
Charlie Christian (Dallas, 29 de julio de 1916 - Nueva York, 2 de marzo de 1942) fue un guitarrista estadounidense de jazz.
Considerado como la mayor influencia entre los guitarristas de jazz que emergieron a mediados del siglo XX (Tiny Grimes, Barney Kessel, Herb Ellis, Wes Montgomery, George Benson...), Christian se especializó en la guitarra eléctrica, que llegó a tocar con rasgos característicos de un saxofonista, como el swing y la fluidez, y a la que llevó a ser ejemplo para los nuevos instrumentistas del bop.

## Fuente
- Yanow, Scott, «Charlie Christian: Biography», en allmusic.com, consultado el 24-10-2010.

- Datos: Q356490
- Multimedia: Charlie Christian / Q356490